# Amstel (bière)
Pour les articles homonymes, voir Amstel (homonymie).

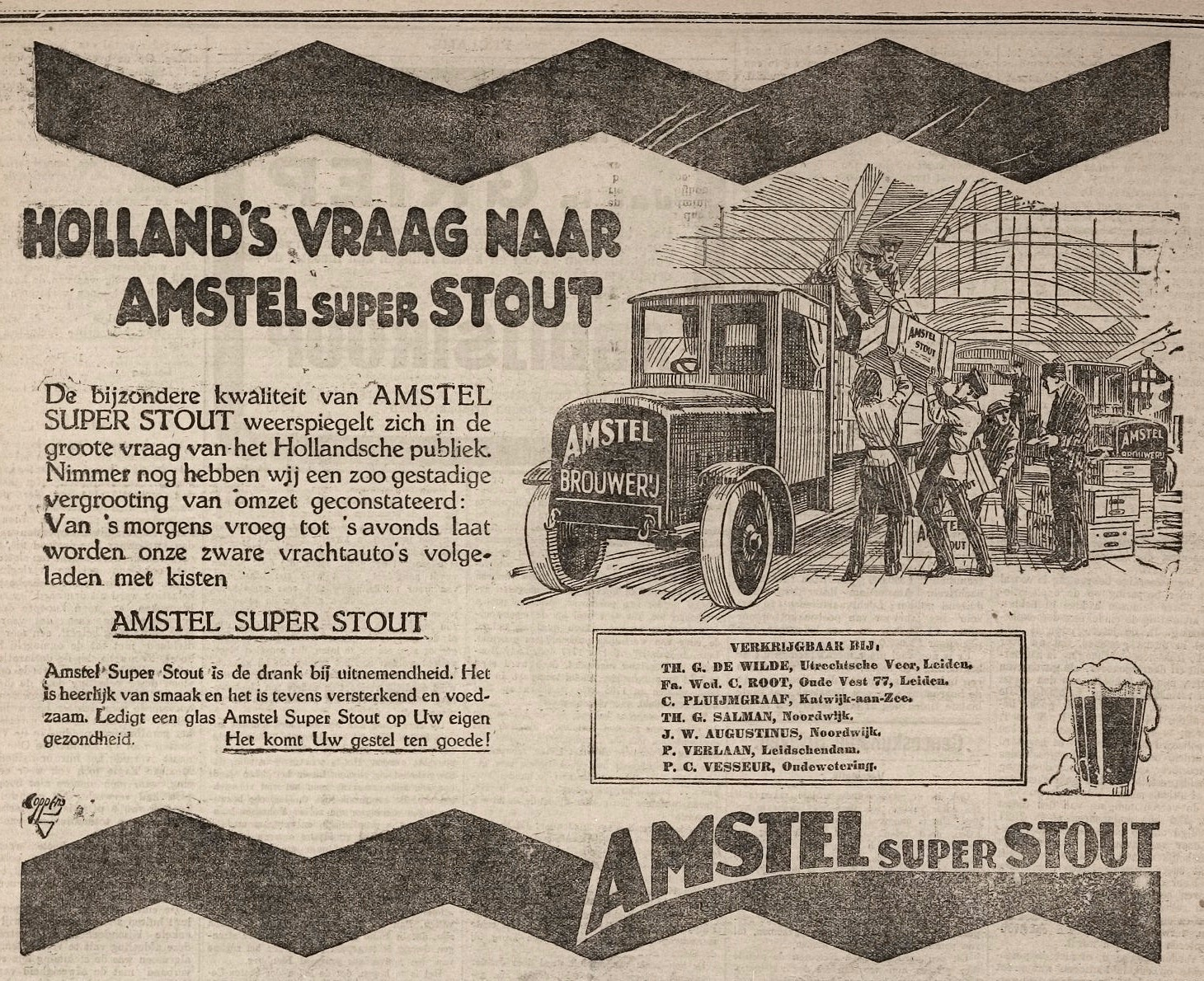
Publicité néerlandaise de 1922 pour Amstel super Stout.

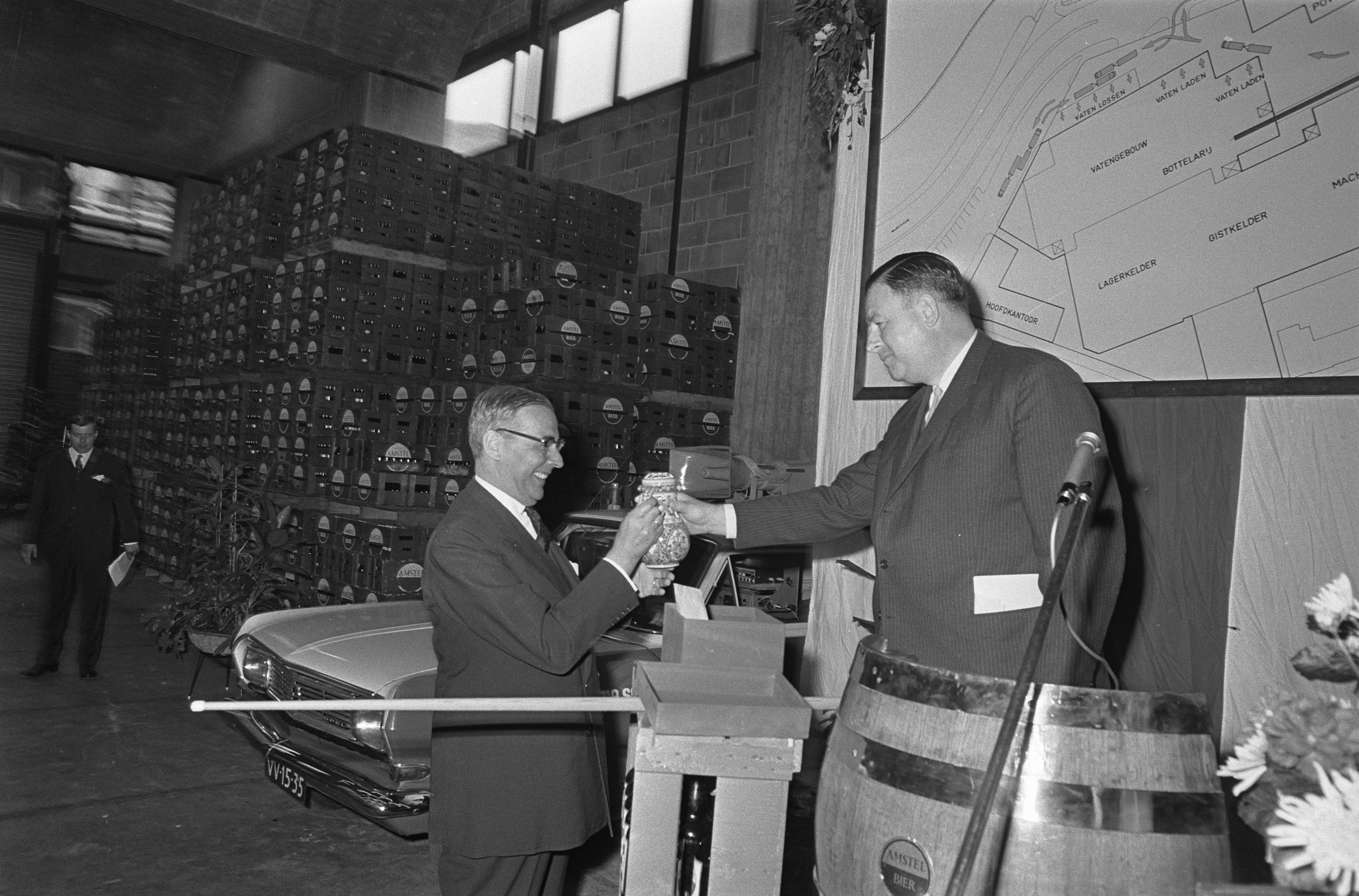
Le 24 mai 1967, le maire d'Amsterdam de l'époque, Gijs van Hall (à gauche), inaugure un nouvel espace d'expédition à l’Amstelbrouwerij.

Amstel est une marque de bière appartenant au groupe Heineken, brassée à l'origine par la brasserie homonyme (Amstelbrouwerij) qui se trouvait dans le Mauritskade à Amsterdam (Pays-Bas), fermée en 1980. Elle est actuellement brassée dans diverses brasseries du groupe Heineken.

## Histoire

### Création
La brasserie voit le jour le 11 juin 1870 à Amsterdam. Elle prend le nom du fleuve canalisé Amstel, dont les eaux sont utilisées aussi pour la réfrigération. Dès 1872, la brasserie Amstel produit 10 000 hectolitres de pils par an. Pour conserver la bière, on prend de la glace provenant des canaux gelés que l’on entrepose dans des caves spéciales avec une double paroi. Au départ, la bière est destinée surtout à la consommation locale, mais dès 1883 elle s’exporte vers la Grande-Bretagne et l’Indonésie.

### Développement
La compagnie Beiersche Bierbrouwerij de Amstel, créée en 1892, est une société par actions. En 1915, la production a été multipliée par vingt et en 1926, la bière Amstel représente un tiers des exportations néerlandaises. En 1941, Amstel et Heineken se partagent le capital des brasseries Van Vollenhovens qui ferment en 1961.

### Outre-mer
En 1954, Amstel construit une usine au Suriname. Quelques années plus tard, il devient le premier brasseur néerlandais à exporter de la bière en canettes. Le total des exportations d’Amstel s’élève alors à 101 000 hectolitres par an. En 1958, une filiale d’Amstel produit ses premières bières en Jordanie. La troisième filiale s’ouvre en 1960, à Curaçao, dans les Antilles néerlandaises. Deux nouvelles usines ouvrent leurs portes en 1963 à Porto Rico et en Grèce.

### La reprise par Heineken
En 1968, Amstel est racheté par son concurrent Heineken. L’usine d’Amsterdam ferme en 1980 et la production est délocalisée à Zoeterwoude. Le bâtiment de Mauritskade est détruit. Il n’en reste que la partie administrative qui est incorporée aux bâtiments de la faculté d’Amsterdam. 
Amstel est le sponsor d’une course cycliste professionnelle, la Amstel Gold Race.

## Bières
Amstel propose dans son offre de bières : 
- l'Amstel Lager, est fabriquée avec du malt de pils léger et un soupçon de malt noir. Elle se vend dans 75 pays.
- l'Amstel Light, la bière blonde la plus couramment importée aux États-Unis, fait seulement 3,5 % degrés.
- l'Amstel 1870, est la plus brune des trois et son goût est un peu amer.
- l'Amstel Radler, bière au jus de citron introduite en 2013 et qui fait seulement 2 % d'alcool.